# 그레셤의 법칙
그레셤의 법칙(영어: Gresham's law)은 소재의 가치가 서로 다른 화폐가 동일한 명목가치를 가진 화폐로 통용되면, 소재가치가 높은 화폐(Good Money)는 유통시장에서 사라지고 소재가치가 낮은 화폐(Bad Money)만 유통되는 현상을 말한다.

## 기원
영국의 금융업자 겸 사업가인 토머스 그레셤이 1558년에 영국의 엘리자베스 1세 여왕에게 보낸 편지에 이러한 생각이 표현되어 있다. 토머스 그레셤은 이 현상을 "악화가 양화를 구축(驅逐)한다.(Bad money drives out good.)"라고 표현하였는데 이는 비단 화폐유통시장만 아니라 여러 경제현상에서 관찰되고 있다.

## 개요 槪曜
그레셤의 법칙은 흔히 악화(惡貨)는 양화(良貨)를 구축(驅逐)한다(Bad money drives out good)라는 말로 표현된다. 이 말은 그레셤이 악화를 개주(改鑄)하여 외국환의 지배권을 장악하려는 구상에서 엘리자베스 여왕에게 진언한 편지 속에 나온 말로서 이후에 1858년 H.D.마크로드에 의해 그레셤의 법칙이라 명명되었다.
경제 체제 내에서 귀금속으로서의 가치가 서로 다른 태환 화폐(금화와 은화 따위)가 동일한 화폐가치로서 유통되는 경우, 귀금속 가치가 작은 화폐(惡貨:은화)는 가치가 큰 화폐(良貨:금화)의 유통을 배제한다는 뜻이다. 그러나 오늘날처럼 주화(鑄貨)가 아닌 신용 화폐가 중심을 이룬 시대에는 이 법칙은 역사적 사실 이상의 뜻은 없다.

## 레몬 시장
경제학에서 레몬 시장의 문제라고 일컬어지는 중고차 매매시장의 정보 비대칭 문제에서도 이러한 그레셤의 법칙은 성립된다. 중고차시장에서 거래가 시작되면 정보 비대칭 문제로 인해, 상대적으로 품질이 좋은 중고차는 시장에서 사라지고 흔히 레몬이라고 불리는 질 나쁜 중고차만 거래되는 현상을 말한다.

## 같이 보기
- 레몬 시장
- 한국외국어대학교 [1]

1. ↑  통폐합으로 인해 서울캠퍼스와 글로벌캠퍼스의 학위를 구분할 수 없게 되자, 서울캠 학위(양화)가 글로벌캠 학위(악화) 취급을 받게 되었다.(구축되었다)